# Royal Historical Society
La Royal Historical Society, anche se a contributo volontario, è ritenuta l'accademia nazionale del Regno Unito della storia. Fondata in 1897 è una delle accademie più antiche attualmente esistenti.
Ha sede presso lo University College di Londra.